# Mica-Staudamm
Der Mica-Staudamm in Kanada, British Columbia am oberen Columbia River ist der höchste Staudamm in Kanada und Nordamerika. Zur Zeit seiner Fertigstellung war er mit rund 244 Metern auch der höchste Staudamm (aber nicht die höchste Talsperre) der Erde. Weltweit liegt er zurzeit auf Platz 17. Er befindet sich 134 Kilometer nördlich von Revelstoke.
Der Staudamm hat einen vertikalen Kern aus Lehm und beidseitige Stützkörper aus Sand und Kies. Die Talsperre wurde nach dem Columbia-River-Vertrag zum Hochwasserschutz und zur Erzeugung von Wasserkraft gebaut. 1977 wurde das Wasserkraftwerk mit einer Leistung von 1740 (evtl. auch 1805) Megawatt in Betrieb genommen. Die Stauanlage wird von BC Hydro betrieben. Der Stausee heißt Kinbasket Lake bzw. Kinbasket Reservoir. Er gehört mit knapp 25 Milliarden Kubikmetern ebenfalls zu den größten der Erde. Der Stausee der unterhalb gelegenen Revelstoke-Talsperre, Lake Revelstoke, reicht bis an den Fuß des Mica-Staudamms.
Versunken im See liegt das Boat Encampment, ein wichtiger Streckenpunkt, welcher zwischen den 1820er Jahren und den 1840er Jahren auf der Strecke des York Factory Express, einer Handelsroute der Hudson’s Bay Company zwischen der York Factory an der Hudson Bay und dem Fort Vancouver im Columbia District lag.